# Philipp Friedrich von Hetsch

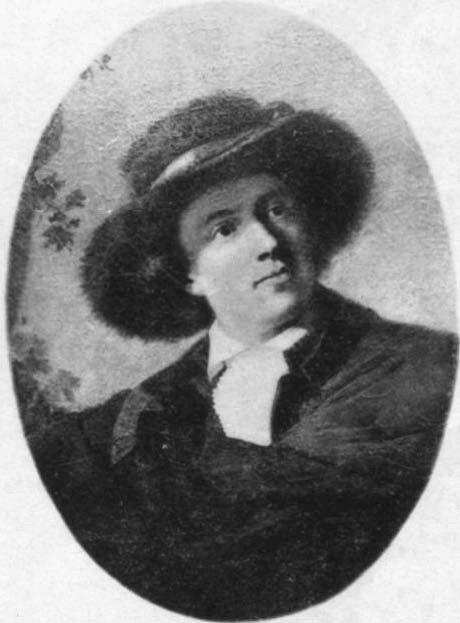
Selbstporträt in Öl, in den Jahren zwischen 1787 und 1790 entstanden, Staatsgalerie Stuttgart, Abbildung bei Werner Fleischhauer, 1929

Philipp Friedrich Hetsch, ab 1808 von Hetsch (* 10. September 1758 in Stuttgart, Herzogtum Württemberg; † 31. Dezember 1838 Stuttgart, Königreich Württemberg), war ein deutscher Maler.

## Leben
Philipp Friedrich von Hetsch ist der Sohn des württembergischen Hofmusikers Christian Heinrich Hetsch. 1771 bemühte er sich 13-jährig, ohne Wissen seiner Eltern, erfolgreich um seine Aufnahme an der Hohen Karlsschule in Stuttgart und wurde dort als Schüler der Maler Nicolas Guibal und Adolf Friedrich Harper angenommen. Schwerpunkt seiner Ausbildung war die Landschaftsmalerei.

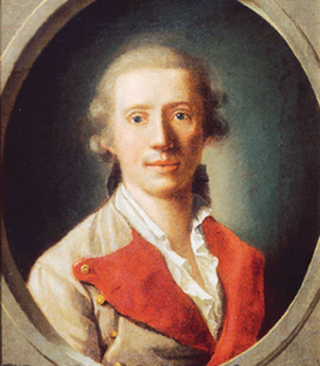
Schiller als Regimentsarzt auf einem Ölgemälde von Philipp Friedrich von Hetsch, entstanden in den Jahren 1781/1782

Durch seine Liebe zum Theater kam Hetsch in Stuttgart an der Hohen Karlsschule mit dem Bildhauer des Klassizismus Johann Heinrich Dannecker und Friedrich Schiller in engen Kontakt. Hetsch und Dannecker sind beide 1758 geboren, Schiller 1759. Hetsch gehörte zu Danneckers und Schillers Freundeskreis.
Mit der Befürwortung seiner Lehrer an der Hohen Karlsschule wurde Philipp Friedrich von Hetsch 22-jährig ein Studienaufenthalt in Paris ermöglicht, dort wurde er 1780 als Schüler von Joseph Marie Vien und Claude Joseph Vernet angenommen, nachdem er bereits im selben Jahr von Herzog Carl Eugen zum Hofmaler ernannt worden war. Philipp Friedrich von Hetsch bezeichnete seine eigene Malweise als wesentlich vom Werk des großen französischen Malers des Klassizismus in der Malerei, Jacques-Louis David, beeinflusst.
Nach einem zweijährigen Studienaufenthalt in Paris kehrte Hetsch 1782 nach Stuttgart zurück, wo er weiterhin als Hofmaler Beschäftigung fand. Mit der finanziellen Unterstützung des Württembergischen Hofes konnte er im Frühjahr 1785 für zwei Jahre einen Studienaufenthalt in Rom antreten, um sich dort mit der Technik und Malweise so begnadeter Maler wie Giotto, Fra Angelico, Filippo Lippi, Sandro Botticelli, Caravaggio und weiter, nicht angeführten Meistern, vertraut zu machen.
Im Jahre 1787 übernahm Hetsch an der Hohen Karlsschule, 1790 zum Professor ernannt, den Lehrauftrag Adolf Friedrich Harpers (der jedoch weiterhin noch die Direktion über die Malerei, insbesondere über die Landschaftsmalerei, beibehielt). Mit der Schließung der Hohen Karlsschule 1794 verlor er wie die anderen künstlerischen Lehrer sein Lehramt. Nach dem Weggang Harpers, der bislang die Oberaufsicht über die herzogliche Gemäldegalerie führte, bekleidete Hetsch von 1798 bis 1816 das Amt des Galeriedirektors.
Philipp Friedrich von Hetsch wurde am 4. Februar 1808 mit dem Ritterkreuz des Württembergischen Zivil-Verdienstordens ausgezeichnet und dem damit verbundenen persönlichen, nicht vererbbaren Adel.
Hetsch zählt durchaus noch zu den Künstlern des Klassizismus, obwohl er nie einen vollständig eigenen Stil fand und im Schatten gerade seiner französischen Lehrer wie Vien und Vernet blieb. Sein Werk umfasst Darstellungen aus der Mythologie ebenso wie aus der Geschichte, und in den späten Bildern geben christliche Themen einen Schwerpunkt.

## Familie
Er heiratete im Jahr 1787 in Stuttgart Louise Friederike Wilhelmine Scholl (1766–1800), eine Tochter des Kammer- und Kirchenrats Ludwig Scholl und der Elisabeth Wilhelmine Plouquet. Das Paar hatte vier Söhne, von denen drei früh starben, sowie eine Tochter. Der Architekt Gustav Friedrich von Hetsch ist sein Sohn aus dieser Ehe.
Nach dem Tod seiner ersten Frau heiratete er 1801 Charlotte Fischer (1778–1826), eine Tochter des württembergischen Hofbaumeisters Reinhard Ferdinand Heinrich Fischer. Das Paar hatte noch einen Sohn.

## Gemälde Galerie Bildnis Werke

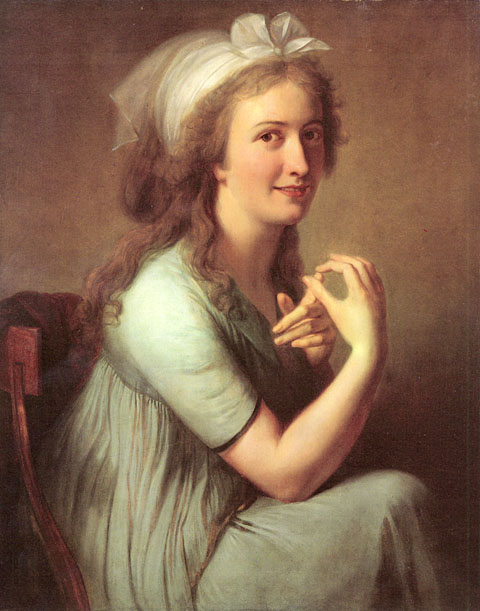
Caroline Heigelin ⚭ Scheffauer
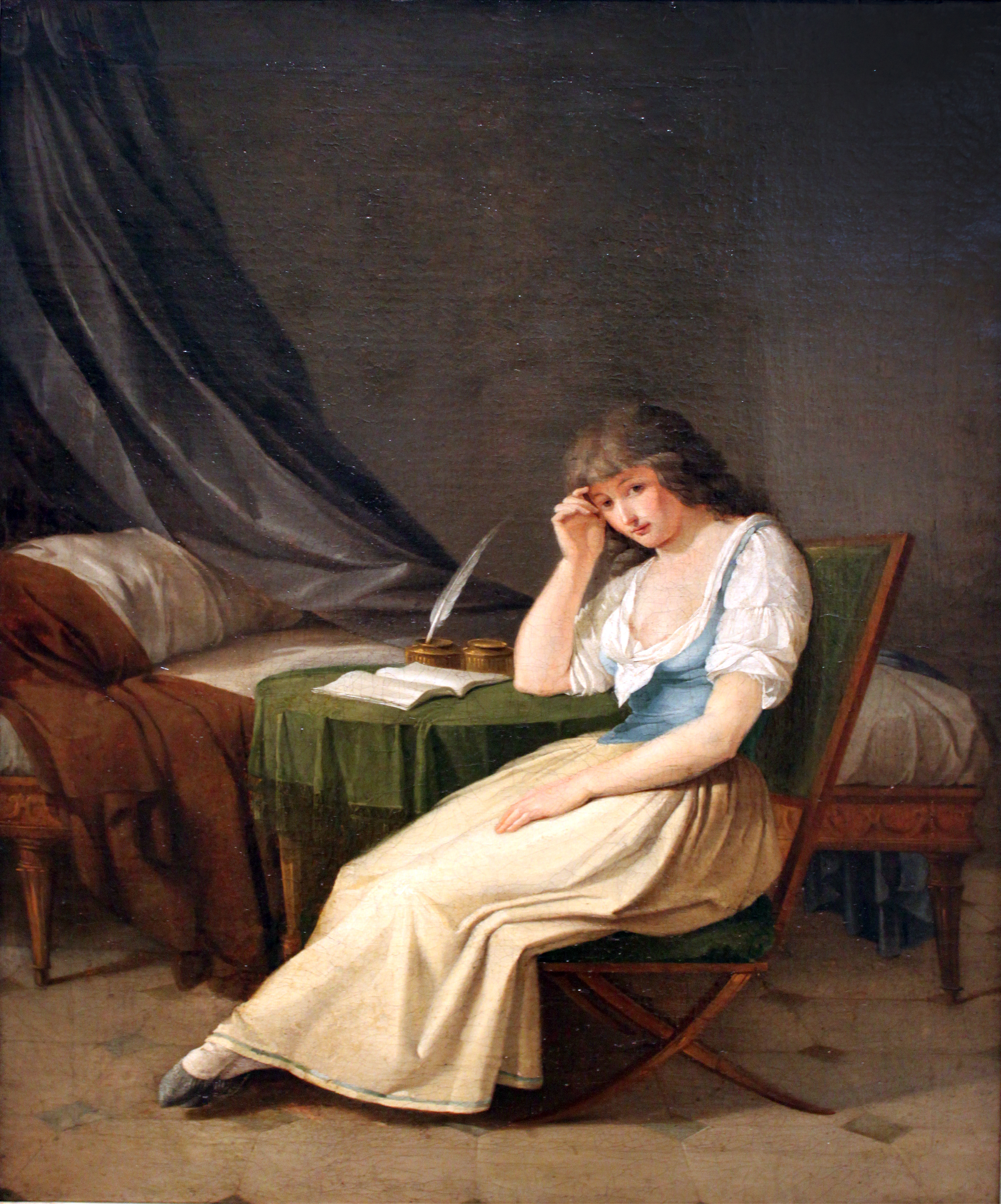
Tochter von Fischer ⚭ Philipp Friedrich Wilhelm von Hetsch
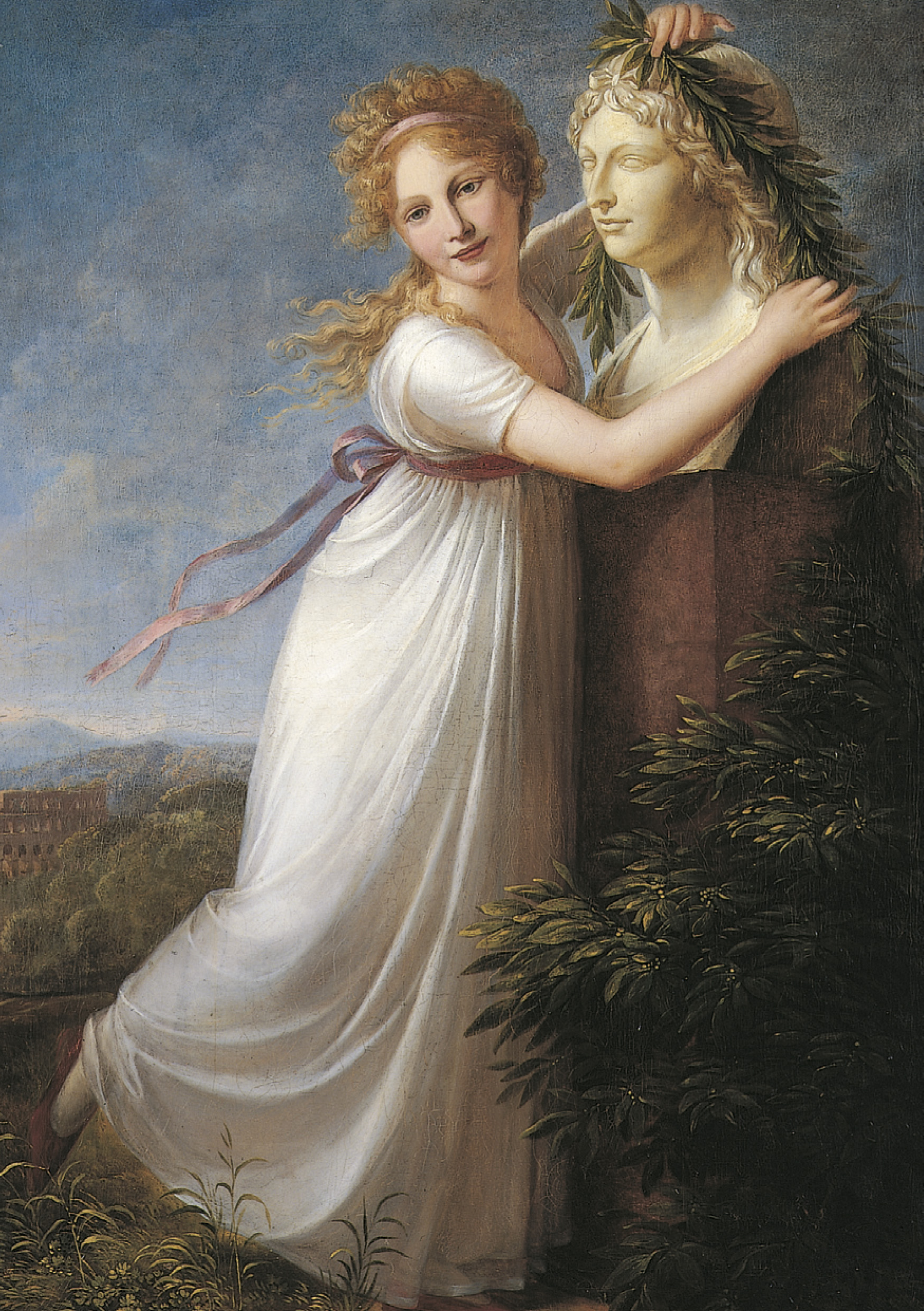
Ida Brun mit der Büste ihrer Mutter Friederike Brun
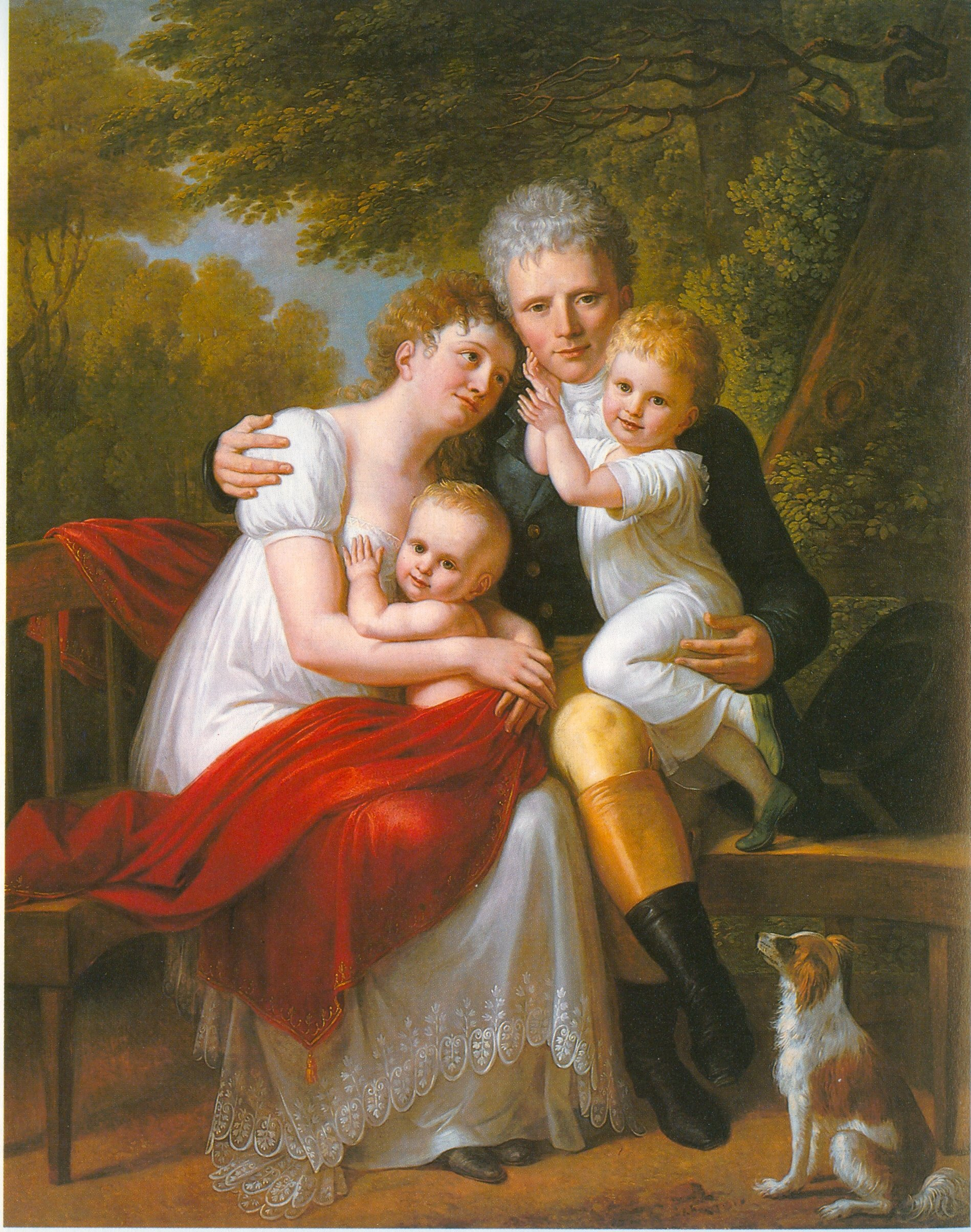
Familie von Zeppelin
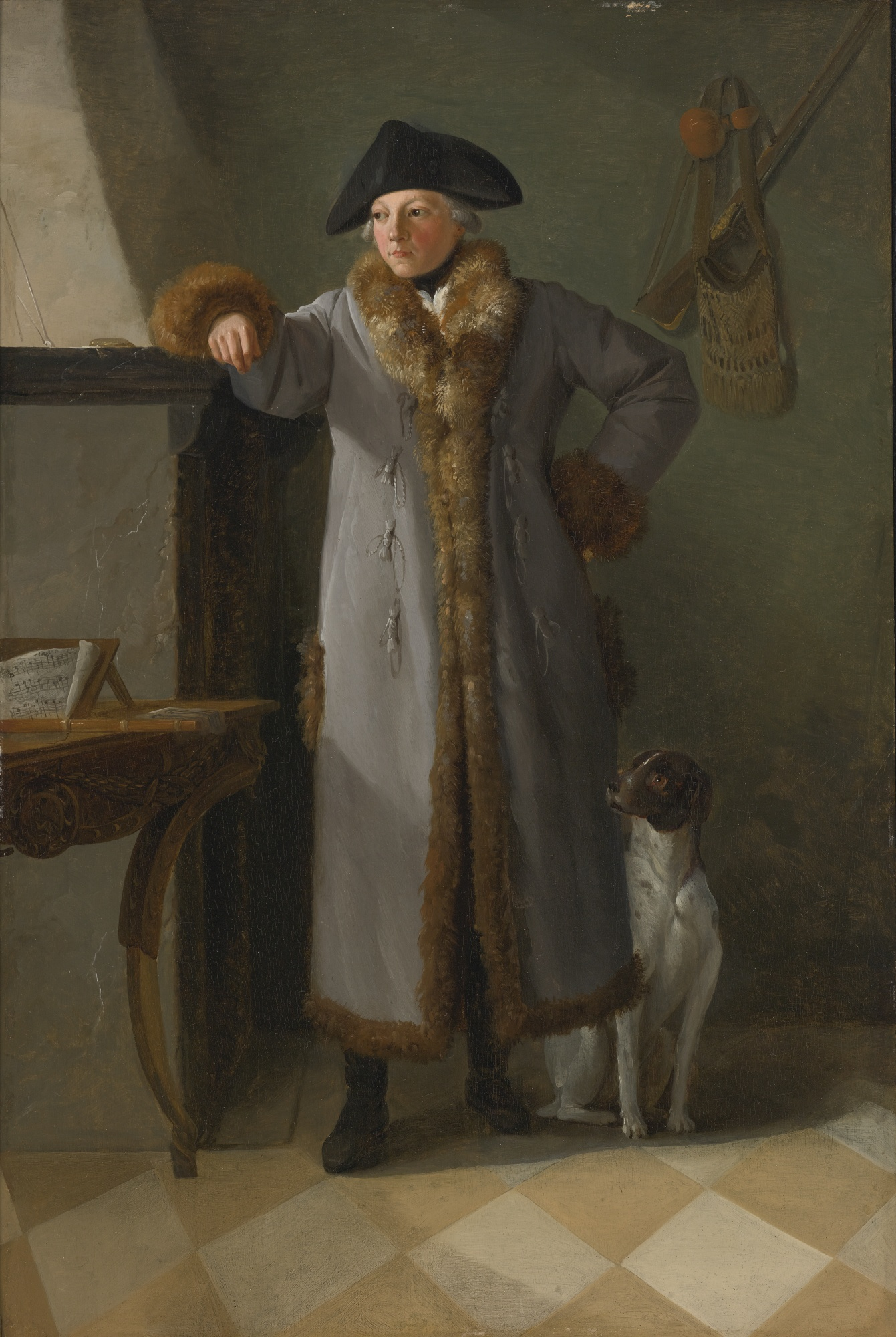
Gottlieb Christian Heigelin
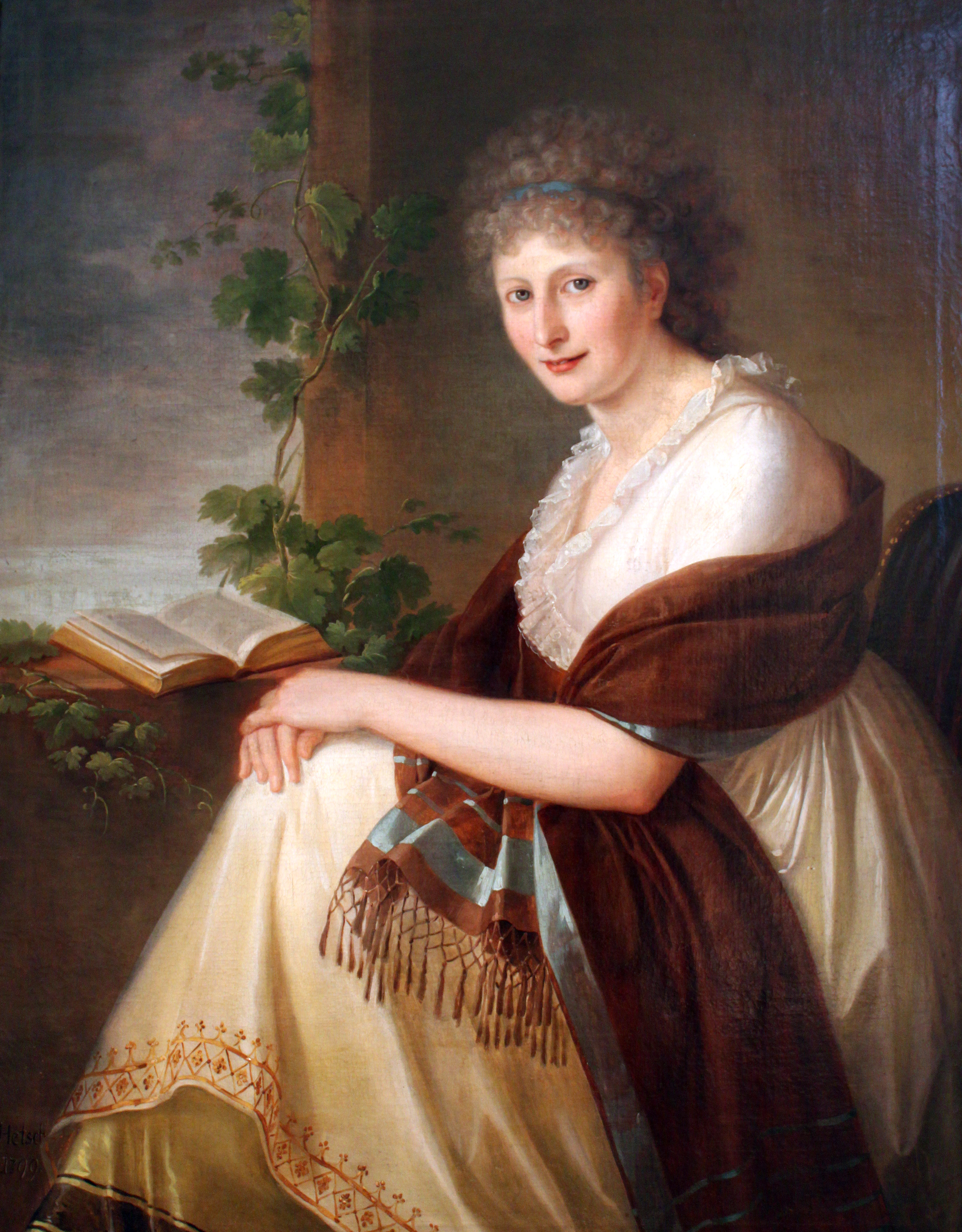
Freifrau von Bouwinghausen

## Werke (Auswahl)
- Der über die Wegnahme der Briseis zürnende Achilles
- Der blinde Oedipus mit seinen Töchtern vor Theseus
- Amor und Psyche im Kahne
- Der Abschied des Regulus von den Seinigen
- Brutus von Porcia
- Papirius und die gallischen Krieger
- Marius auf den Trümmern Karthago’s
- Cornelia, die Mutter der Gracchen, 1794
- Daniel in der Löwengrube
- Joseph im Gefängnis
- Maria’s Unterredung mit Porcia, der Gemahlin des Pilatus
- Odins Höllenfahrt
- Ritter Albonack, dem König Alfred seine Töchter zeigend
- König Friedrich und sein Gefolge vor dem Schlosse Monrepos

Zu Philipp Friedrich von Hetschs bedeutenden Familienbildnissen zählt sein Gemälde des Oberbaudirektors Reinhold Ferdinand Fischer mit seiner Gemahlin Juliane Fischer, einer geborenen Bilfinger, aus der württembergischen Bilfinger-Familie stammend, und ihren drei gemeinsamen Töchtern Friedericke Luise, Heinricke Franziska, Franziska Juliane und ihrem kleinen Sohn Ferdinand. Das querformatige Gemälde zählt zu dem Bestand der Stuttgarter Staatsgalerie.